# Ruch Chrześcijański Mt28
Ruch Chrześcijański Mt28 – ewangelikalny związek wyznaniowy wpisany do rejestru kościołów i innych związków wyznaniowych w Polsce dnia 8 kwietnia 1992 pod numerem 68. Poprzednio nosił nazwę Ruch Nowego Życia. Jest związany z międzynarodową organizacją chrześcijańską Cru, wcześniej posiadającą nazwę Campus Crusade for Christ założoną w 1951 przez Billa Brighta.

## Historia
Działalność Campus Crusade for Christ w Polsce rozpoczęła się w 1976. Przedstawiciele tej organizacji współpracowali od tego czasu z różnymi środowiskami katolickimi, w tym zwłaszcza z Ruchem Światło-Życie i jego założycielem ks. Franciszkiem Blachnickim. W 1992 nastąpiła jej rejestracja jako związku wyznaniowego pod nazwą Ruch Nowego Życia.
Ruch według własnej prezentacji „jest chrześcijańską organizacją skupiającą katolików i protestantów. Naszym celem jest ukazywanie żyjącego Chrystusa tym, którzy nie mają z Nim osobistej więzi. Wierzącym osobom zaś pomagamy w ich wzroście duchowym i zapraszamy do wspólnego głoszenia zmartwychwstałego Chrystusa w ich środowisku. (...) Ruch nie jest Kościołem, lecz organizacją, która chce pomagać istniejącym Kościołom w prowadzeniu ewangelizacji oraz budowaniu w wierze osób pozyskanych dla Chrystusa. W swojej służbie stara się koncentrować na tym, co łączy wszystkich chrześcijan, a więc na Osobie Jezusa Chrystusa, Jego ofierze na krzyżu za grzechy całego świata, oraz na Piśmie Świętym.”. Ma charakter ewangelikalny.
Jedną z głównych form oddziaływania jest wyświetlanie filmu „Jezus” z 1979 roku, który według danych organizacji do 2003 obejrzało 4,5 miliarda ludzi w 230 krajach świata (powstało 700 jego wersji językowych).
Po 2013 organizacja przyjęła nazwę Ruch Chrześcijański Mt28 (nawiązanie do rozdziału 28 Ewangelii Mateusza).
Ruch wydaje kwartalniki: „Płyń pod prąd” oraz dystrybuuje magazyn dla kobiet „Cała Ty”.
W 2015 Ruch miał 97 duchownych. Jego siedziba mieści się w Warszawie przy ul. Polnej Róży 1c.